# Camarena de la Sierra
Camarena de la Sierra es un municipio y localidad española de la provincia de Teruel, en la comunidad autónoma de Aragón. El término municipal, ubicado en la comarca de Gúdar-Javalambre, tiene una población de 142 habitantes (INE 2024).

## Geografía
Tiene una población de 137 habitantes (INE 2014). Su término tiene una extensión de 79,54 km², con una densidad de población de 1,72 hab./km². Está situado a una altitud de 1294 metros por encima del nivel del mar y la distancia por carretera con Teruel, capital de la provincia, es de 28 km. Limita al norte con Valacloche, Cascante del Río y Cubla, al este con La Puebla de Valverde, al sur con Arcos de las Salinas y La Puebla de San Miguel (provincia de Valencia), y al oeste con Riodeva. En su término se encuentra la aldea del Mas de Navarrete, a 5 km de la población.
La población se encuentra en un valle abierto por las aguas del río al que da nombre, el río Camarena. Este valle se encuentra rodeado de las más elevadas cumbres de la sierra de Javalambre, que alcanzan los 2020 m de altitud en el cerro Javalambre.
Otras cumbres son las de la Chaparrosa (2003 m), cerro Cavero (1987 m), Puntal de Barracas, también conocido como cerro Calderón y que es la máxima altura de la Comunidad Valenciana al encontrarse en el límite con ésta (1838 m), San Pablo (1794 m), Peña Blanca (1756 m) y Artigas (1607 m).
Hay más de cien fuentes y nacen dos ríos en su término municipal. Las fuentes más importantes son las del Agua Buena, Peral, Blanquilla, Matahombres, la Miel, Cabrito y Zarcillo. En su término municipal nacen los ríos Camarena y Eva (Riodeva), que vierten sus aguas al río Turia.
Su clima es mediterráneo de montaña, con inviernos muy fríos y veranos suaves. Las precipitaciones son irregulares, siendo frecuentemente de nieve entre noviembre y abril. Solo hay dos meses secos, julio y agosto, y la estación más lluviosa es la primavera.
La precipitación media anual es de 635,3 mm (periodo 1991-2003), evidenciando un clima subhúmedo y la temperatura media anual es de 8,5 °C (periodo 1985-2003). La temperatura media de enero es de 1 °C y la de agosto 18,5 °C.
Posee importantes bosques de pino albar y negral, de gran valor económico y paisajístico. También crecen en su término sabinas, carrascas y arces. En los altos de la Sierra se encuentran valiosos endemismos botánicos. Existe una rica fauna silvestre.

## Historia
Hasta la reforma de la nomenclatura municipal de 1916 el municipio se llamaba simplemente Camarena. En dicha fecha su nombre fue modificado por el de Camarena de la Sierra, para diferenciarlo del municipio toledano de Camarena.

## Demografía
Camarena de la Sierra cuenta con una población de 142 habitantes (INE 2024).
| Gráfica de evolución demográfica de Camarena de la Sierra entre 1842 y 2021 |
| |
| Población de derecho según los censos de población del INE Población de hecho según los censos de población del INEEn estos censos se denominaba Camarena: 1842, 1857, 1860, 1877, 1887, 1897, 1900 y 1910 |

## Economía

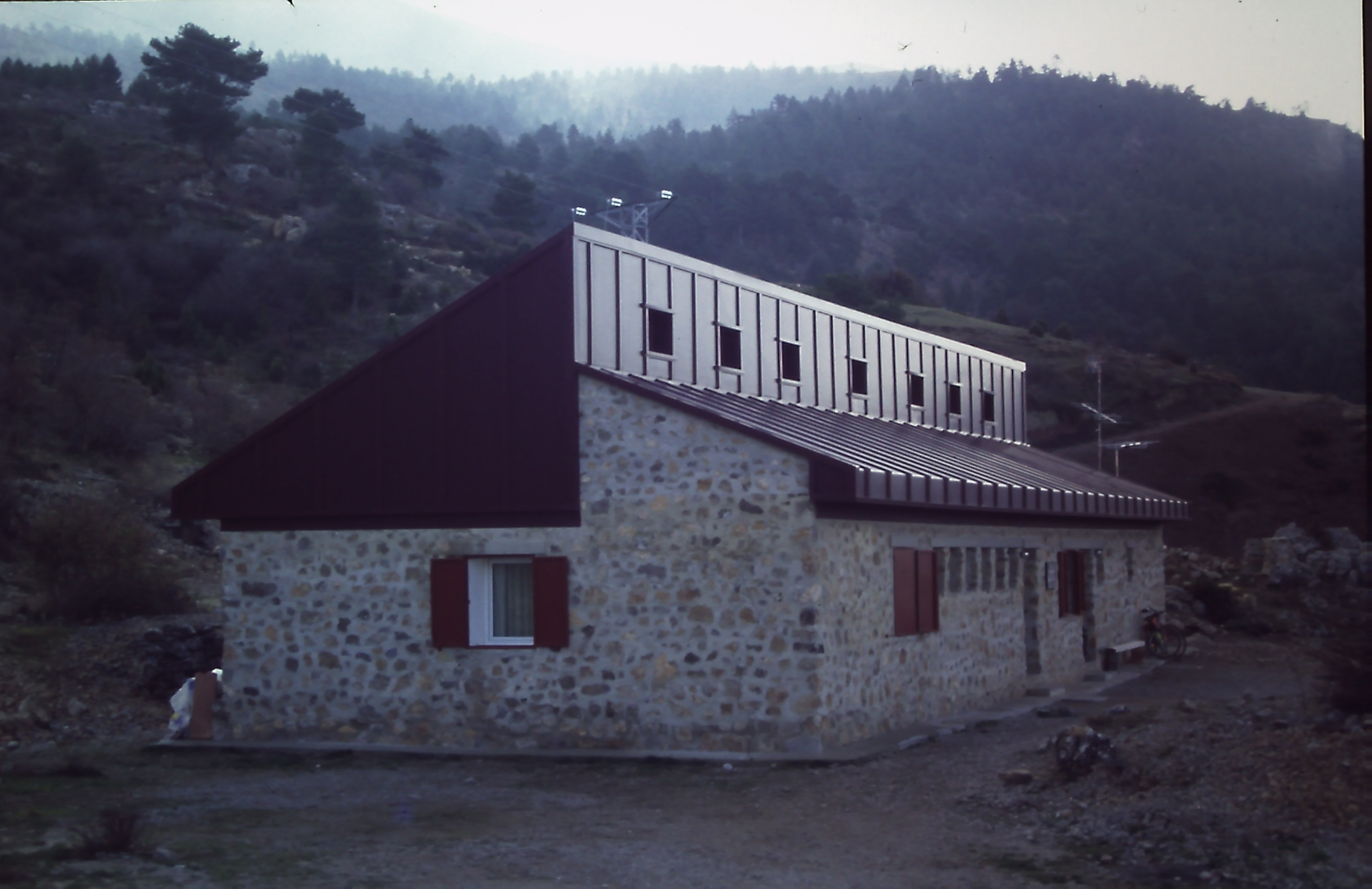
Refugio Rabadá y Navarro

La actividad agrícola y ganadera ha perdido importancia en relación con las actividades turísticas o relacionadas con el turismo. Hay un refugio de montaña, albergue, hotel, viviendas de turismo rural, horno-panadería y varios bares y comercios. 

## Administración y política
| Período   | Alcalde                 | Partido      |  |
| --------- | ----------------------- | ------------ |  |
| 1979-1983 | Plácido Pardo Esteban   | UCD          |  |
| 1983-1987 | Alfonso Aparicio Mateo  | PSOE         |  |
| 1987-1991 | Alfonso Aparicio Marteo | PSOE         |  |
| 1991-1995 | Alfonso Aparicio Mateo  | PSOE         |  |
| 1995-1999 | Conrado Cortés Pardo    | PAR          |  |
| 1999-2003 | Ramón Gimeno Gil        | PP           |  |
| 2003-2007 | Ramón Gimeno Gil        | PP de Aragón |  |
| 2007-2011 | Ramón Gimeno Gil        | PP de Aragón |  |
| 2011-2015 | Ramón Gimeno Gil        | PP de Aragón |  |

| Partido político    | Partido político                                   | 2003   | 2007   | 2011   | 2015   | 2019   |
| Partido político    | Partido político                                   | Ediles | Ediles | Ediles | Ediles | Ediles |
|                     | Partido Popular de Aragón (PP)                     | 4      | 4      | 4      | 4      | 4      |
|                     | Partido de los Socialistas de Aragón (PSOE-Aragón) | —      | —      | 1      | —      | —      |
|                     | Partido Aragonés (PAR)                             | —      | 1      | —      | —      | —      |
|                     | Izquierda Unida (IU)-Ganar Camarena de la Sierra   | 1      | —      | —      | 1      | 1      |
|                     | Compromiso con Aragón (CA)                         | —      | —      | 0      | —      | —      |
|                     | Chunta Aragonesista (CHA)                          | —      | 0      | —      | —      | —      |
| Total de concejales | Total de concejales                                | 5      | 5      | 5      | 5      | 5      |

## Turismo
Camarena de la Sierra tiene un balneario con un manantial, cuyas aguas son muy recomendadas para tratar enfermedades biliares y del tubo digestivo. Descubierta la fuente de los Baños en 1891, atrajo en seguida a un gran número de visitantes, sobre todo valencianos, pasando entonces a convertirse en el motor económico del pueblo. 
Anteriormente a la guerra civil, el balneario tenía un hotel de cierto prestigio y sus aguas cosechaban premios internacionales, de hecho, era muy frecuente ver en las farmacias de toda España "Agua de Camarena": Actualmente el balneario, en estado de semiabandono, está abierto únicamente en la temporada estival.
En Camarena de la Sierra se pueden realizar muchas actividades al aire libre, como senderismo, trekking, barranquismo, bicicleta de montaña (btt) y esquí. La estación de esquí de Javalambre, inaugurada en 1996, se encuentra dentro del término municipal, a tan solo 15 km de la población.

## Patrimonio
- Ermita de San Roque, situada fuera de la población, en posición meridional respecto de la misma, es de estilo mudéjar con pórtico anterior, fábrica del siglo XVII.
- Iglesia de San Mateo, iglesia parroquial de estilo barroco, construida en la segunda mitad del siglo XVII, año 1677. En su interior se puede contemplar una interesante decoración con esgrafiados.

- Castillo medieval, situado en un cerro al poniente de la población, de probable origen musulmán, reutilizado por los cristianos tras la conquista.
- Construcciones modernistas, casas-viviendas de comienzos del siglo XX.
- Fuente pública de tres caños, situada en la plaza Mayor, frente al castaño de indias (Aesculus hippocastanum), que ocupa el lugar del viejo olmo común (Ulmus minor), árbol centenario ya desaparecido.
- Lavadero público, construcción tradicional situada situado en el centro de la población, por debajo de la iglesia parroquial.

## Festividades
Las fiestas patronales de San Mateo se celebran el 21 de septiembre. El 29 de junio se realiza una romería a la ermita de San Pablo. Estas dos fiestas tradicionales se han trasladado al fin de semana más próximo a la fecha indicada. En agosto se celebran las Fiestas Culturales.

## Galería

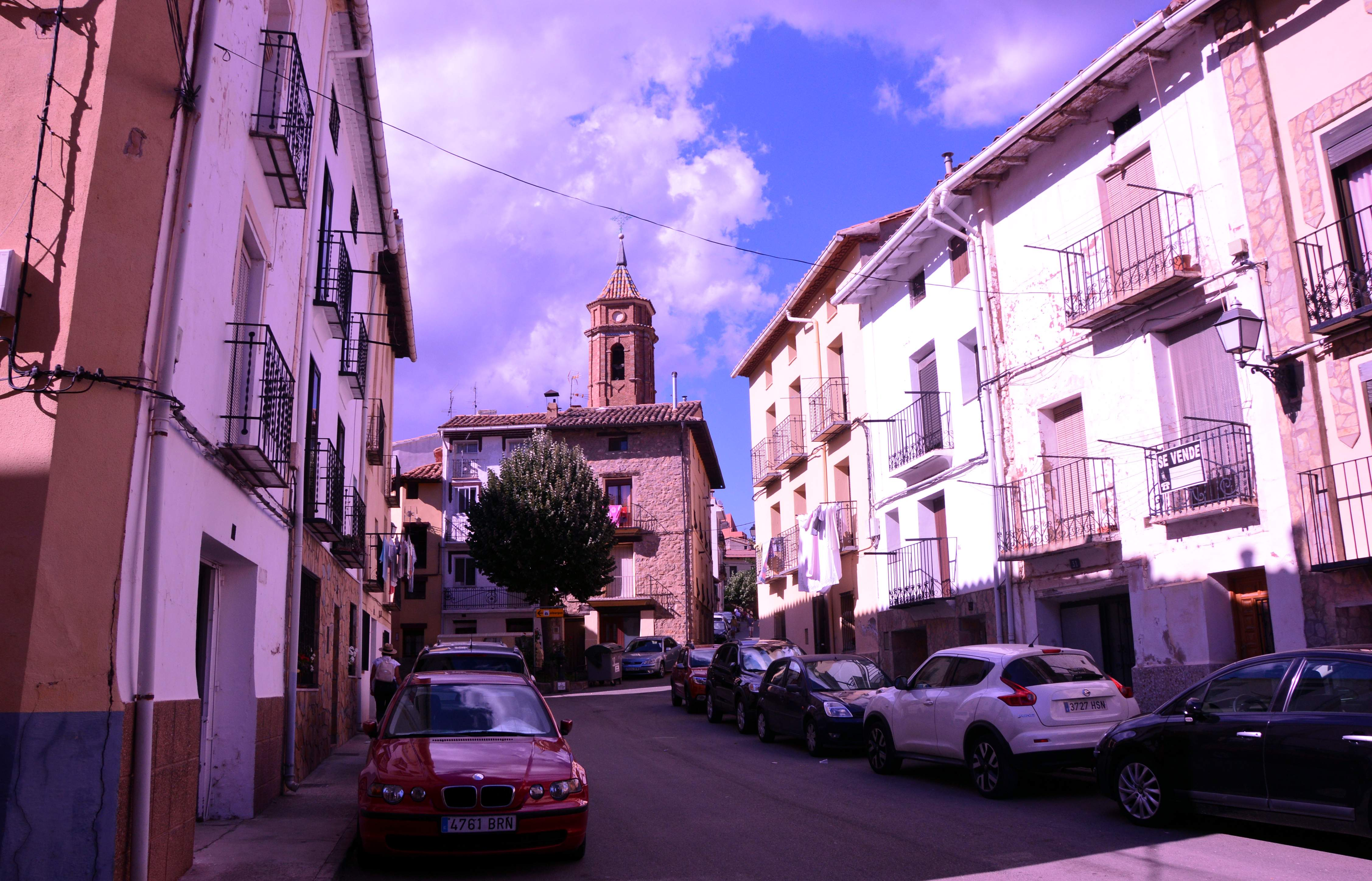
Paisaje urbano con detalle de la parroquial al fondo
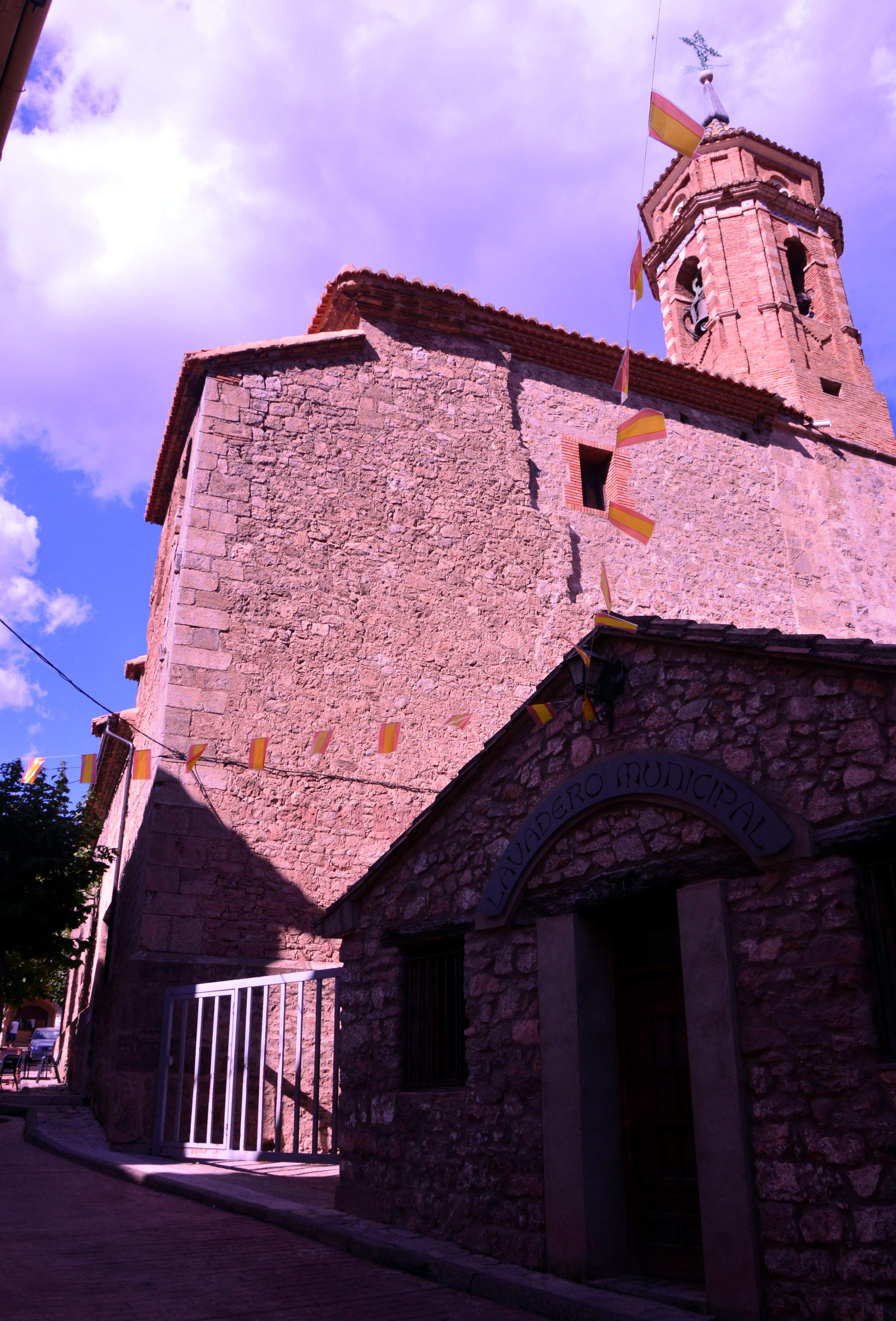
Paisaje urbano con detalle de la parroquial de San Mateo, siglo XVI-XVII
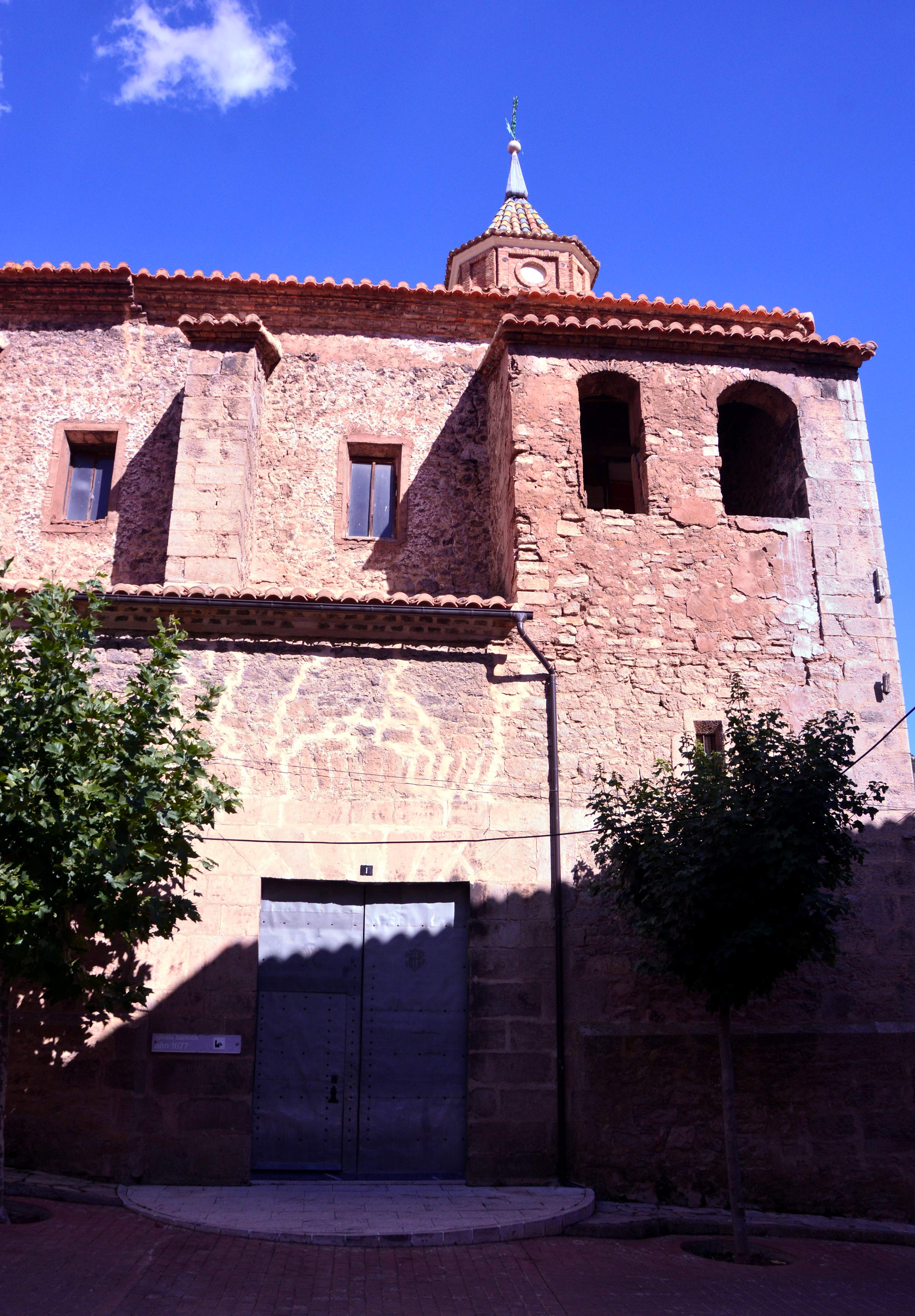
Paisaje urbano con detalle de la parroquial de San Mateo, siglo XVI-XVII
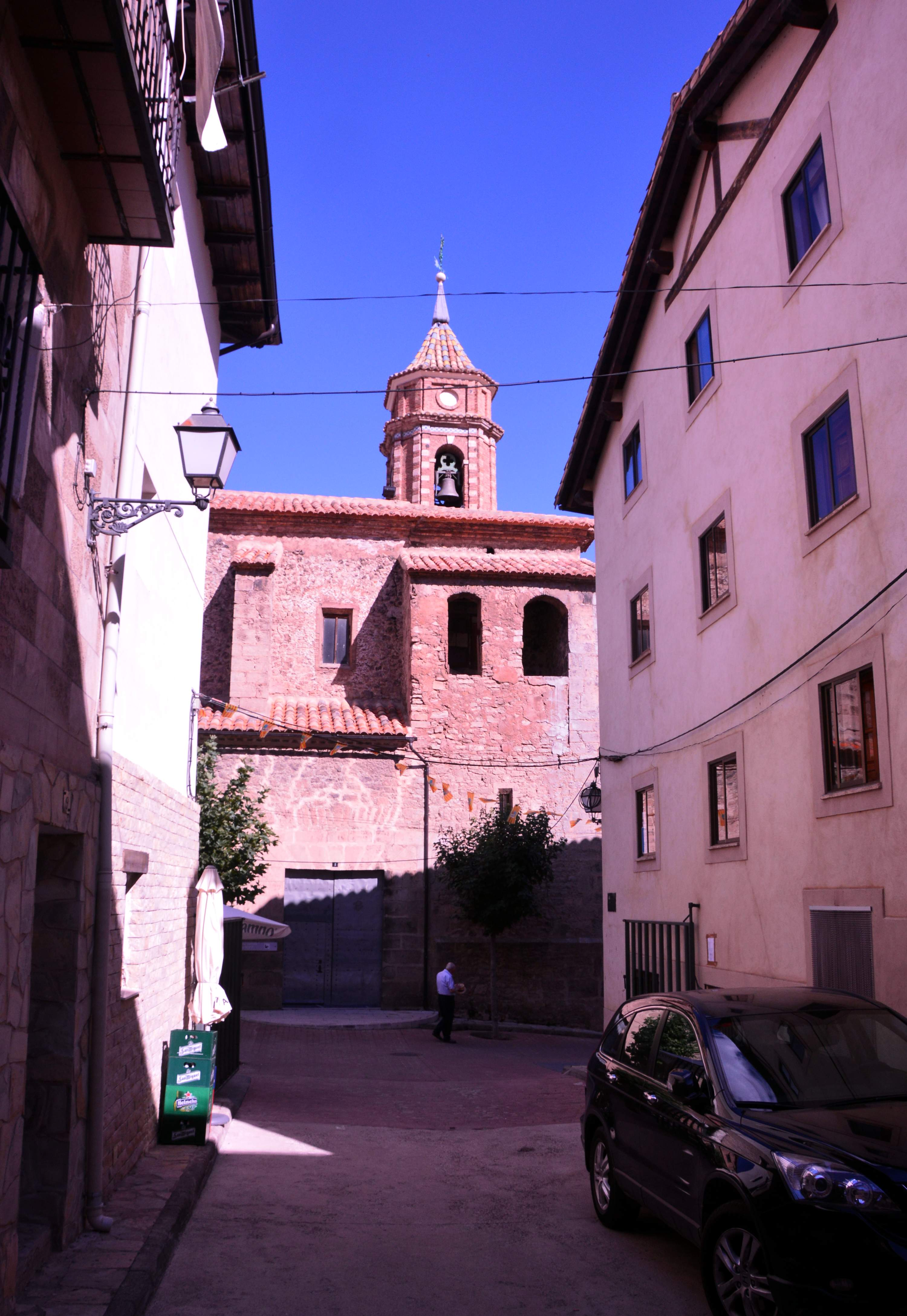
Paisaje urbano con detalle de la parroquial de San Mateo, siglo XVI-XVII
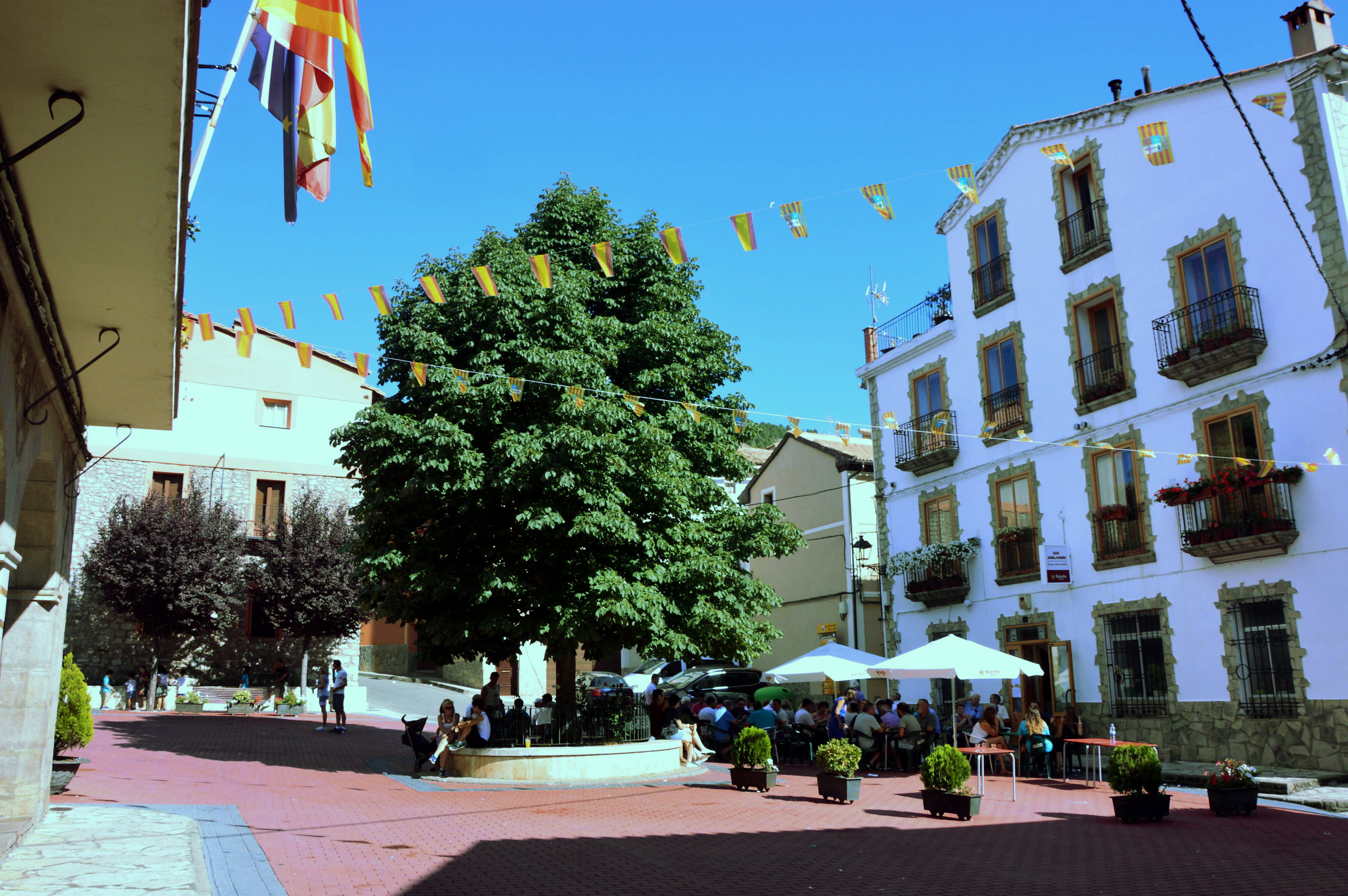
Paisaje urbano con detalle del castaño de indias (Aesculus hippocastanum) en la plaza Mayor
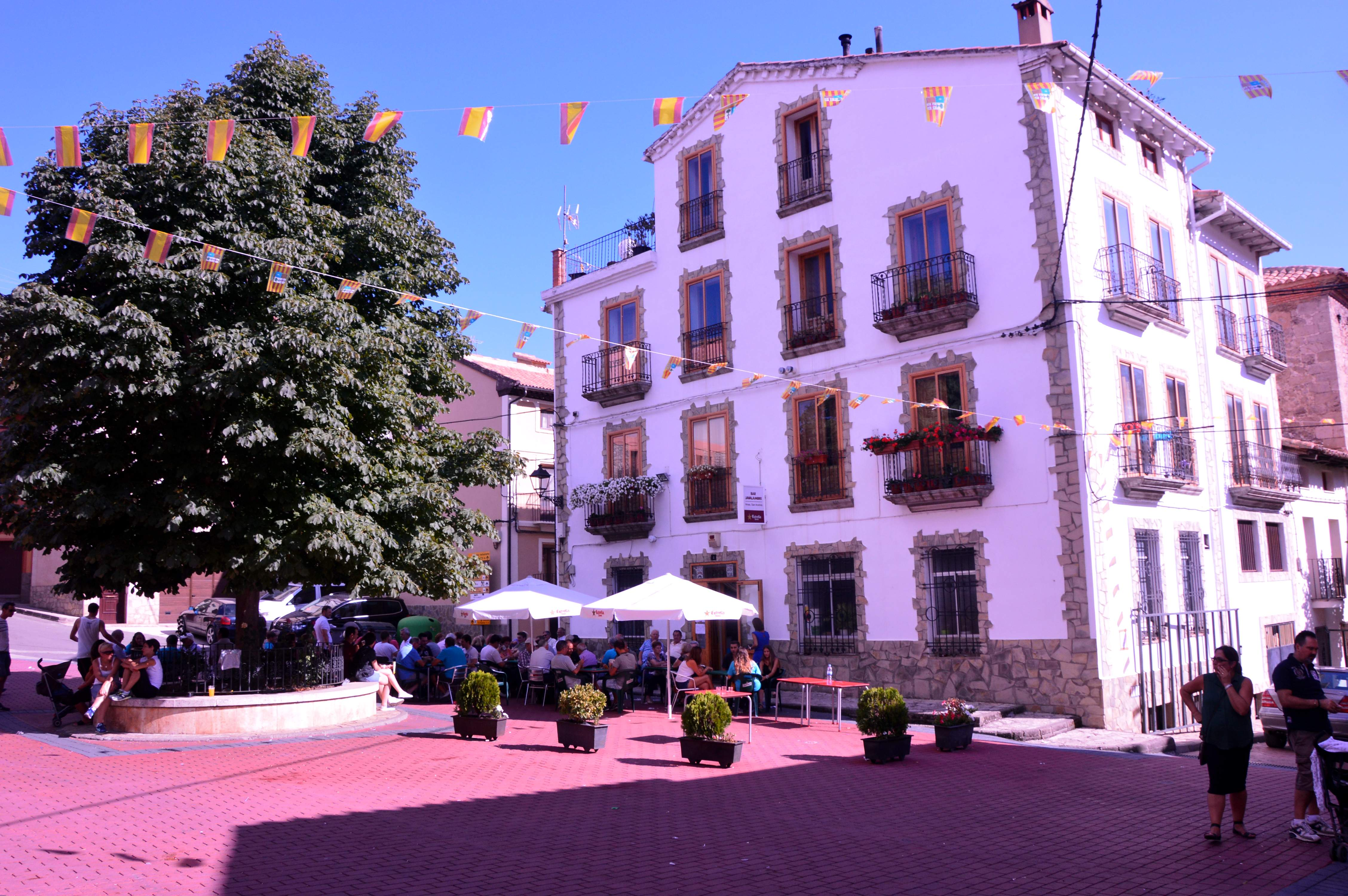
Paisaje urbano con detalle del castaño de indias (Aesculus hippocastanum) en la plaza Mayor
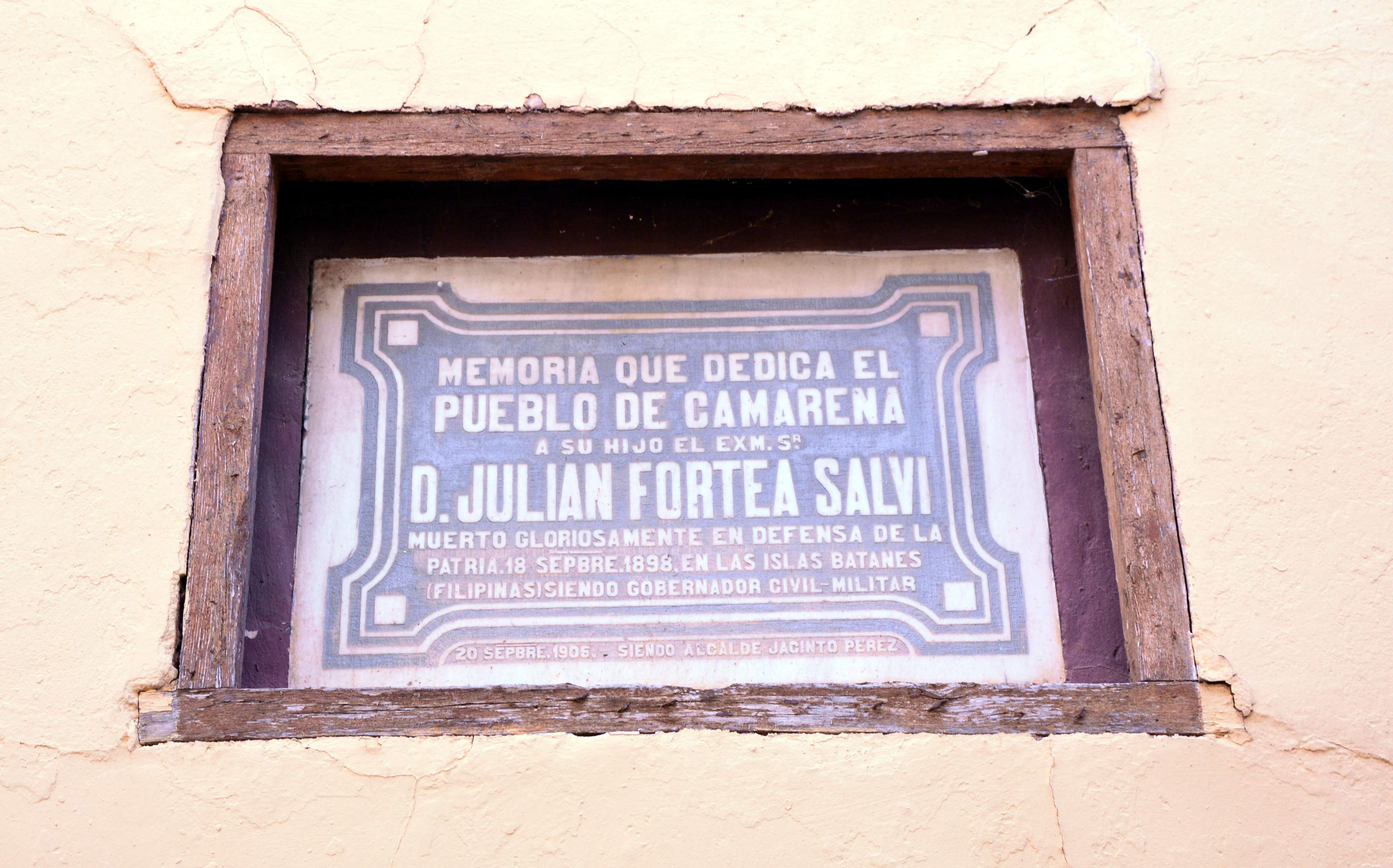
Lápida en memoria de Julián Fortea Salvi, gobernador civil-militar de Filipinas, fallecido en las islas Batanes en 1898
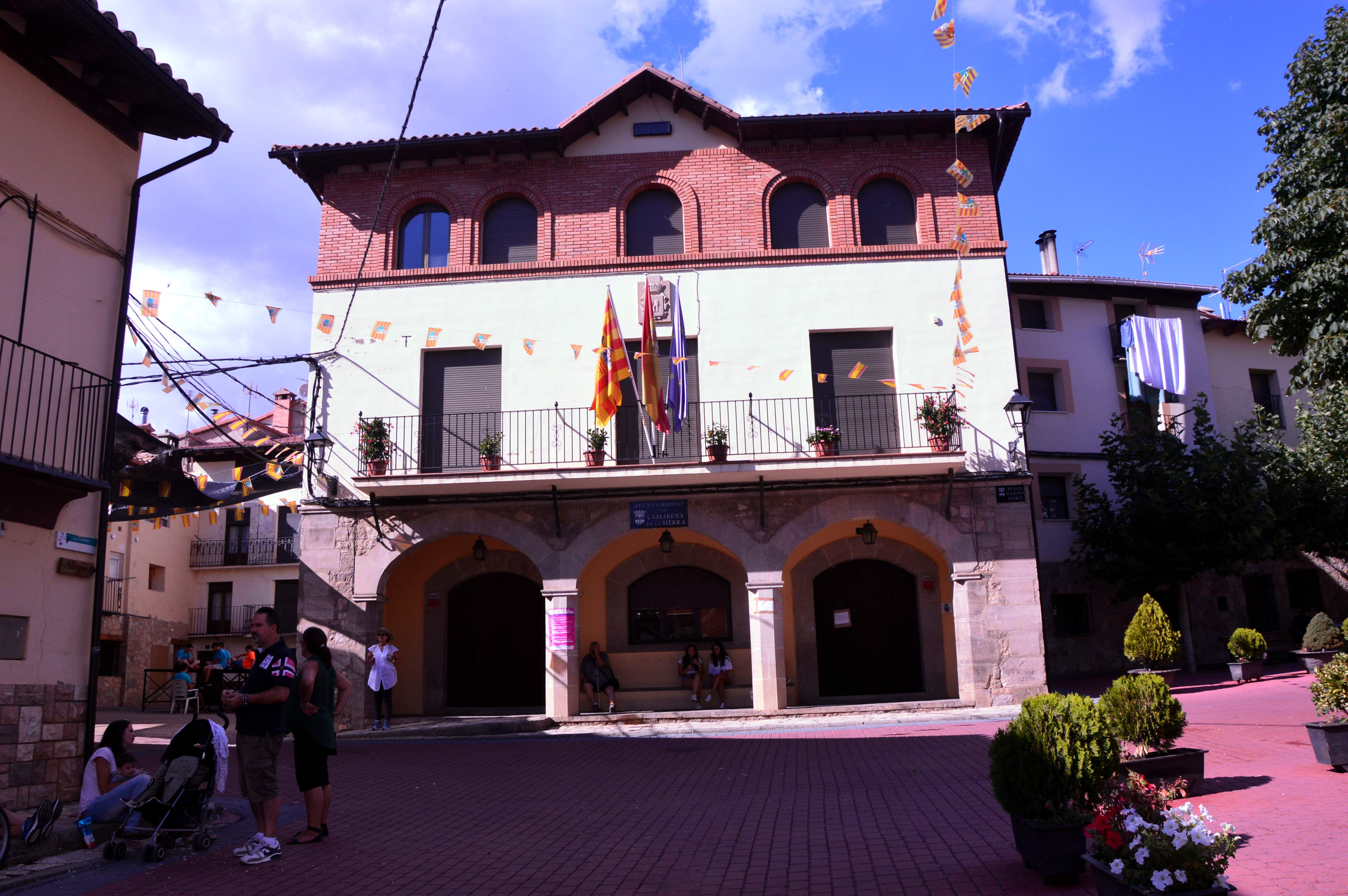
Casa consistorial
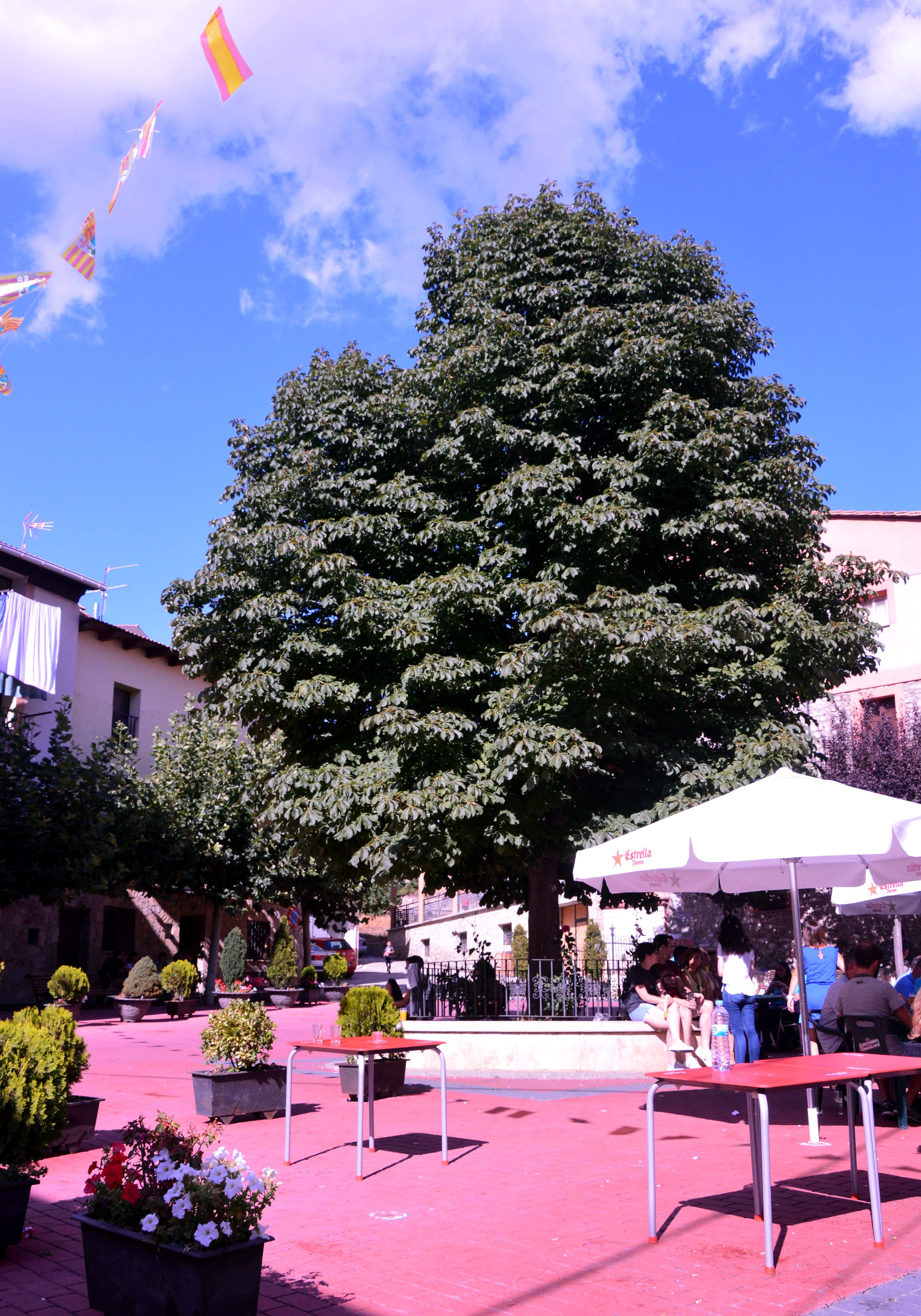
Detalle del castaño de indias (Aesculus hippocastanum)  en la plaza Mayor
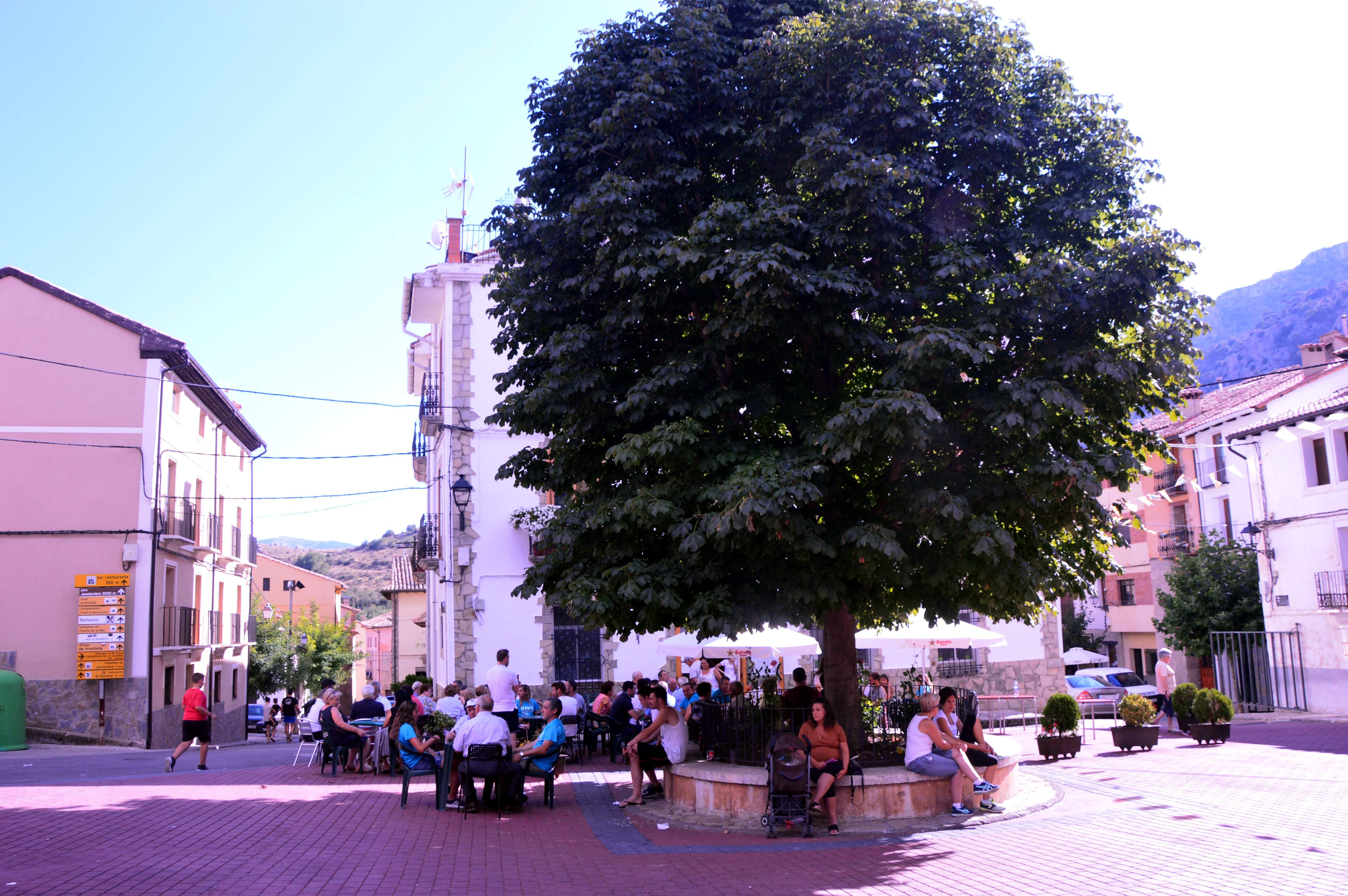
Detalle del castaño de indias (Aesculus hippocastanum) en la plaza Mayor
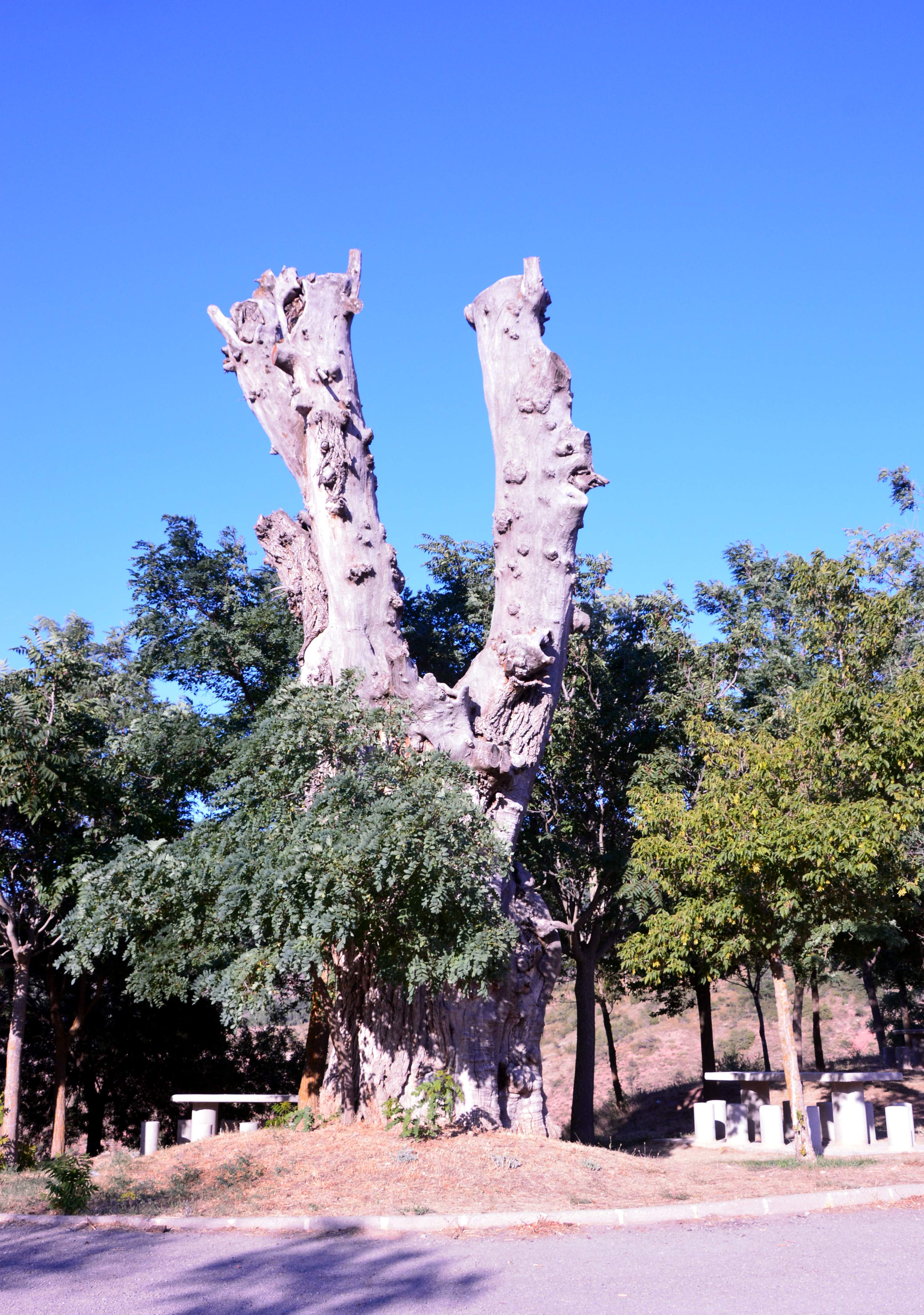
Detalle del viejo olmo (Ulmus minor) seco
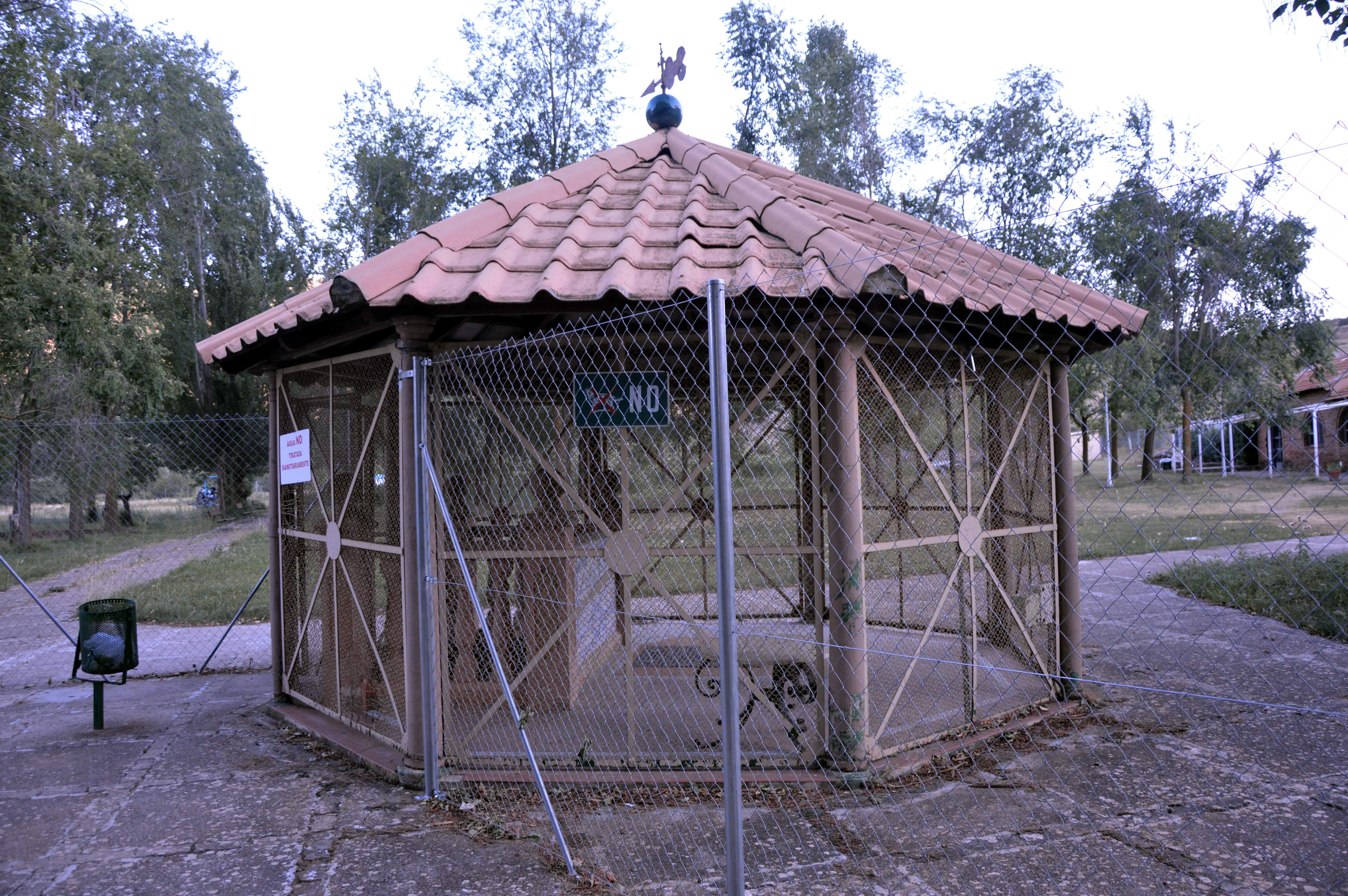
Balneario de Camarena de la Sierra. Detalle de  la «Fuente de los Baños», del año 1890.
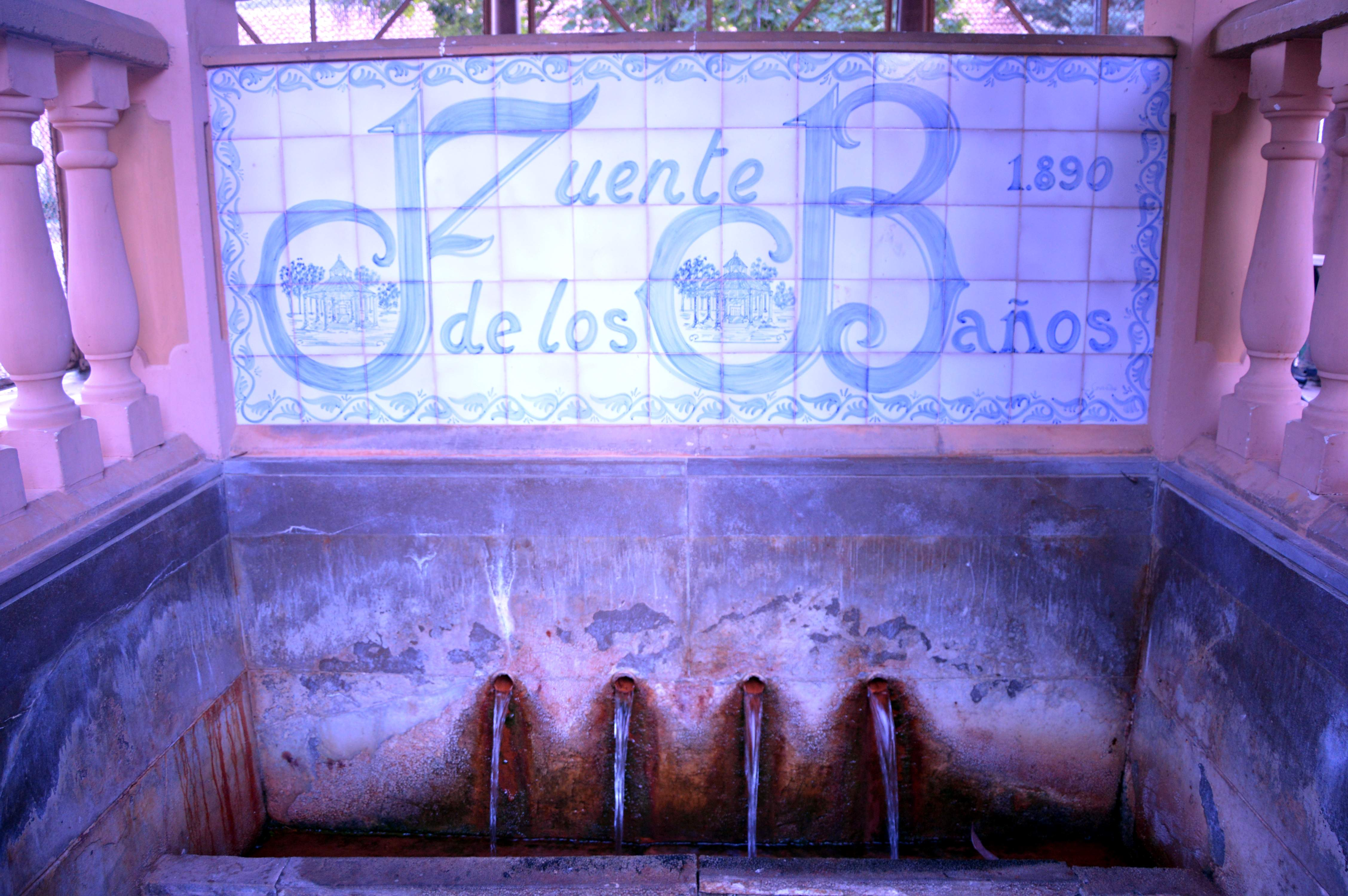
Balneario. Detalle de plafón cerámico en la «Fuente de los Baños», del año 1890.